# Sternum
Pour les articles homonymes, voir Sternum (homonymie).
Le sternum est un os plat, impair, symétrique, situé au niveau de la partie antérieure de la cage thoracique sur lequel viennent s'attacher en avant les côtes (les sept premières chez l'Homme).

## Étymologie
Le mot « sternum » vient du grec ancien στέρνον / stérnon, « poitrine ».

## Description
Pour l'être-humain, le sternum est l'un des os plats les plus grands et les plus longs du corps.
Il se compose de trois parties, de haut en bas : 
- le manubrium sternal (du latin signifiant manche) ;
- le corps du sternum ;
- le processus xiphoïde.

Le sternum est incliné obliquement, vers le bas et vers l'avant. Il est légèrement convexe à l'avant et concave à l'arrière. La partie supérieure est la plus large et lui donne une forme de « T ». Il se rétrécit à la jonction entre le manubrium et le corps puis il s'élargit à nouveau un peu en dessous du milieu du corps, puis se rétrécit jusqu'à son extrémité inférieure. Chez les adultes, le sternum mesure en moyenne 17 cm de long.
Le sternum est composé d'un tissu très vascularisé, recouvert d'une fine couche d'os compact qui est plus épaisse dans le manubrium entre les facettes articulaires des clavicules.

### Manubrium sternal

Forme de manubrium

Le manubrium est la partie supérieure du sternum. Il a une forme quadrangulaire, se rétrécissant de haut en bas.
Il présente quatre bords et deux faces.
Le bord supérieur présente médialement l'incisure jugulaire, concave vers le haut, qui est palpable entre les deux clavicules. De part et d'autre de cette incisure se trouvent les incisures claviculaires orientées en haut et en dehors recevant les clavicules en formant les articulations sterno-claviculaires. Son bord antérieur est une zone d'insertion de l'aponévrose cervicale superficielle et son bord postérieur celle de l'aponévrose cervicale moyenne.
Les deux bords latéraux présentent en haut et en bas deux encoches recevant les deux premiers cartilages costaux et formant les deux premières incisures costales du sternum.
Le bord inférieur est recouvert d'une fine couche de cartilage pour l'articulation avec le bord supérieur du corps du sternum formant la synchondrose manubrio-sternale qui avec l'âge se transforme en symphyse manubrio-sternale. La jonction avec le corps forme un angle saillant appelé angle sternal palpable sous la peau.
La face antérieure reçoit le long des bords latéraux l'insertion des muscles grands pectoraux et dans sa partie supéro-externe s'insère le chef médial du faisceau superficiel du muscle sterno-cléido-mastoïdien. Au-dessus de cette dernière insertion, est fixé le ligament sterno-claviculaire antérieur.
La face postérieure est une zone d'insertion du ligament sterno-péricardique supérieur relié au péricarde médialement en bas. en remontant et latéralement on trouve les paires d'insertions des muscles sterno-thyroïdiens, de muscles sterno-hyoïdiens et des ligaments sterno-claviculaires postérieurs.

### Corps

Le corps du sternum

Le corps du sternum est la partie plate la plus longue de l'os.
Il présente deux faces, une postérieure et une antérieure.
La face antérieure est plate sur le devant, dirigé vers le haut et vers l'avant. Elle est marquée par trois arêtes transversales qui traversent l'os en face des troisième, quatrième et cinquième dépressions articulaires.
Les muscles grands pectoraux s'y insèrent de chaque côté.
La face postérieure, légèrement concave, est également marquée par trois lignes transversales, moins distinctes que celles de la face antérieure. Les origines des muscles thoraciques transverses s’insèrent latéralement sur le tiers inférieur. Médialement et en bas s'insère le ligament sterno-péricardique inférieur relié au péricarde.
Le bord supérieur est ovale et s'articule avec le manubrium, à l'angle sternal.
Aux angles supérieurs des deux bords, se trouve deux petites facettes articulaires qui avec celles du bord inférieur du manubrium, forment les deux cavités pour le cartilage des deuxièmes côtes.
En dessous se trouvent quatre dépressions angulaires, les incisures costales 3 à 6, qui reçoivent les cartilages des troisième, quatrième, cinquième et sixième côtes. L'angle inférieur a une petite facette qui, avec une correspondante sur le processus xiphoïde, forme la septième incisure costale pour le cartilage de la septième côte. Ces dépressions articulaires sont séparées par une série d'intervalles qui diminuent de longueur de haut en bas et correspondent aux espaces intercostaux.
Le bord inférieur est étroit et s'articule avec le processus xiphoïde.

### Processus xiphoïde

Le processus xiphoïde

Le processus xiphoïde forme l'extrémité inférieure du sternum. Sa forme est triangulaire, sa base est soudée au bord inférieur du corps par une synchondrose.
Sur sa face antérieure près de la ligne médiane, se trouvent les deux insertions des muscles droits de l'abdomen et sur les bords latéraux celles des ligaments costo-xiphoïdiens. Médialement et en bas, se trouve l'insertion supérieure de la ligne blanche.
Sa face postérieure reçoit quelques fibres du diaphragme.

### Variation
Chez un individu sur vingt environ, le sternum est percé en son centre réalisant un foramen sternal.
Le bas du processus xiphoïde peut être plus ou moins émoussé ou bifide.

## Embryologie
Le sternum se développe à partir de deux barres cartilagineuses gauche et droite, reliées aux cartilages des côtes. Ces deux barres fusionnent le long du milieu pour former le sternum cartilagineux.

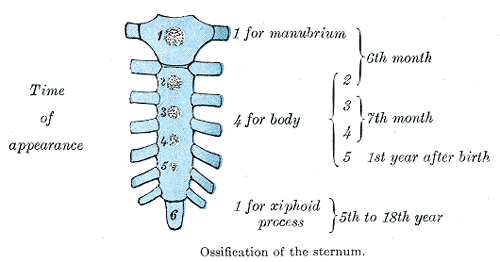
Les points d'ossification du sternum.

Le sternum s'ossifie à partir de six centres : un pour le manubrium, quatre pour le corps et un pour le processus xiphoïde.
Les centres d'ossification apparaissent dans les intervalles entre les dépressions articulaires pour les cartilages costaux.
Ils apparaissent de haut en bas : au cours du sixième mois de grossesse pour celui du manubrium et le suivant, au cours du septième mois de grossesse pour les troisième et quatrième. Les suivants apparaissent après la naissance à un an pour le cinquième et entre cinq et dix-huit ans pour celui du processus xiphoïde.

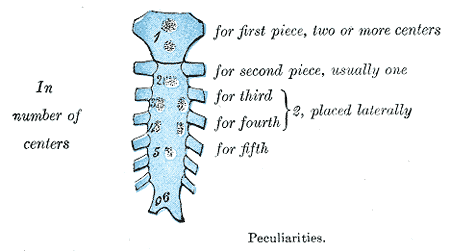
Variation des points d'ossification du sternum.

Il peut exister occasionnellement deux petits centres dits épisternaux, qui font leur apparition de part et d'autre de l'échancrure jugulaire.
Parfois, certains des segments sont formés à partir de plus d'un centre, dont le nombre et la position varient. Ainsi, le manubrium peut avoir deux, trois ou même six centres.
L'union des divers centres d'ossification du corps commence vers la puberté et se poursuit de bas en haut jusqu'à 25 ans où ils sont tous unis.
Le processus xiphoïde peut se joindre au corps avant l'âge de trente ans, mais cela se produit plus fréquemment après quarante ans. Quelquefois il reste désuni toute la vie.
La jonction entre le corps et le manubrium peut s'ossifier superficiellement avec le vieillissement. En général la partie centrale du cartilage intermédiaire est préservée.
Au début de la vie, le corps du sternum est divisé en quatre segments appelés sternèbres.

## Aspect clinique

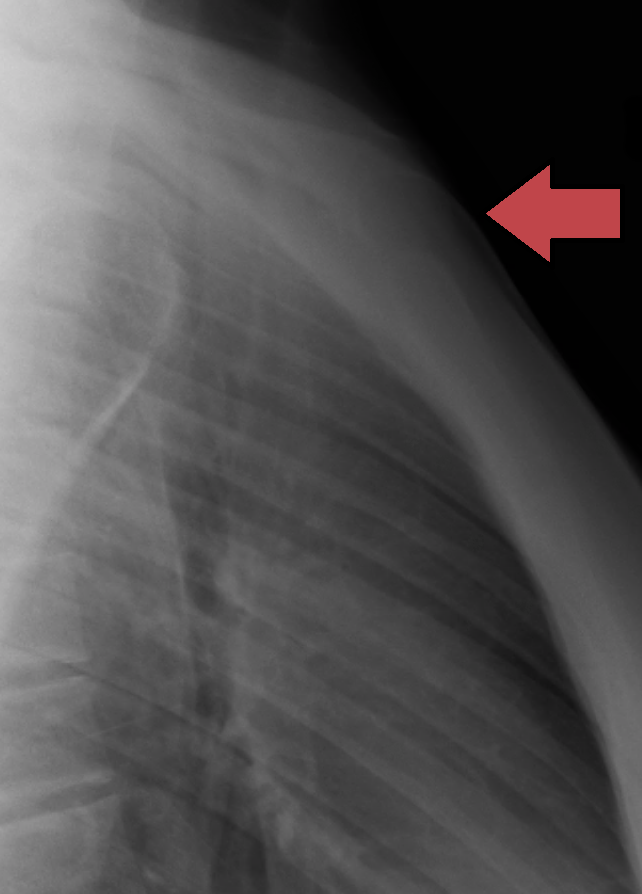
Dislocation du manubrium sternal

### Exploration clinique
L'angle sternal est palpable sous la peau et donne un repère anatomique en regard du deuxième cartilage costal et au niveau du disque intervertébral entre la quatrième et la cinquième vertèbre thoracique.
Des compressions thoraciques mal effectuées pendant une réanimation cardiopulmonaire peuvent provoquer la rupture du processus xiphoïde, le conduisant dans le foie, ce qui peut provoquer une hémorragie mortelle.

### Biopsie de la moelle osseuse
Parce que le sternum contient de la moelle osseuse, il est parfois utilisé comme site de ponction de la moelle osseuse. En particulier, pour les patients ayant un IMC élevé (obèses ou en surpoids excessif) qui présente un excès de tissu qui rend difficile l'accès aux sites de biopsie médullaire traditionnels tels que le bassin.

### Chirurgie
Le sternum est parfois coupé (sternotomie médiane) pour accéder au contenu thoracique lors d'une chirurgie cardiothoracique.
Le sternum peut être totalement enlevé dans le cadre d'une chirurgie radicale, généralement pour traiter chirurgicalement une tumeur maligne, avec ou sans lymphadénectomie médiastinale.

### Malformations sternales
La variabilité de l'ostéogenèse du sternum provoque des variations de structure. Un trouble congénital, plutôt considérée comme une variation anatomique, est la présence d'un foramen sternal : un seul trou rond dans le sternum présent dès la naissance et généralement décentré vers la droite ou la gauche, se formant généralement dans le 2e, 3e et 4e segments du corps du sternum. Ils sont généralement sans symptômes mais peuvent être problématiques lors d'une intervention dans cette région (points d'acupuncture par exemple).
Un sternum bifide est une anomalie congénitale extrêmement rare causée par l'échec de la fusion du sternum. Cela se traduit par une fente sternale qui peut être observée à la naissance sans aucun autre symptôme.
D'autres déformations sternales existent telles que pectus carinatum et le pectus excavatum.

### Traumatologie
Les fractures du sternum sont plutôt rares. Elles peuvent résulter d'un traumatisme, par exemple lorsque la poitrine d'un conducteur est forcée dans la colonne de direction d'une voiture lors d'un accident de la route. Une fracture du sternum est généralement comminutive. Le site le plus courant des fractures sternales se situe à l'angle sternal. Certaines études révèlent que des coups de poing répétés ou des coups continus dans la région du sternum ont également causé des fractures, comme dans des sports de contact comme le hockey et le football. Les fractures du sternum sont fréquemment associées à des lésions sous-jacentes comme des contusions pulmonaires.
Une luxation manubrio-sternale est rare et peut se produire dans des situations équivalentes à la fracture. Elle peut être favorisée par la présence d'arthrite.

## Anatomie comparée

### Évolution
Les premières évolutions osseuses annonçant le sternum apparaissent très tôt, dès que les premiers tétrapodes ont commencé à sortir de l'eau. Ainsi, vers −367 millions d'années, Ichthyostega, encore partiellement aquatique, montre déjà « une chaine d'os descendant jusqu'au milieu de la poitrine ». Jennifer Clark, une des auteurs de l’étude, précise dans la revue Nature « que ces os au niveau de la poitrine constituent la première apparition, dans l'évolution, d'un sternum corporel. Une telle structure devait renforcer la cage thoracique d'Ichthyostega, lui permettant ainsi de soutenir une partie du poids de son corps au niveau de la poitrine pendant ses mouvements sur terre ».
Le sternum, ou plutôt son ancêtre évolutif, apparait donc ainsi comme une structure osseuse dont la destination originelle était de soutenir la cage thoracique et ses poumons dans un contexte de sortie des eaux.
Le sternum, dans l'anatomie des vertébrés, est un os plat situé au milieu de la partie avant de la cage thoracique. Elle est d'origine endochondrale.
Ce n'est que chez les mammifères que le sternum prend la forme allongée et segmentée que l'on voit chez l'homme.
Il est absent chez les poissons.

### Oiseaux
Chez les oiseaux, il s'agit d'un os relativement gros et portant généralement un énorme bréchet saillant sur lequel sont attachés les muscles du vol.
Il est plus ou moins plein, complètement chez les autruches, ajouré chez les Psittacidae, quatre encoches larges et profondes chez les Galliformes, et deux encoches chez les Anseriformes.

### Amphibiens et reptiles
Chez les amphibiens et les reptiles, il s'agit généralement d'une structure en forme de bouclier, souvent composée entièrement de cartilage. Il est absent chez les tortues et les serpents.

### Insectes
Le sternum est le nom du sclérite ventral du thorax de l'insecte.

## Galerie

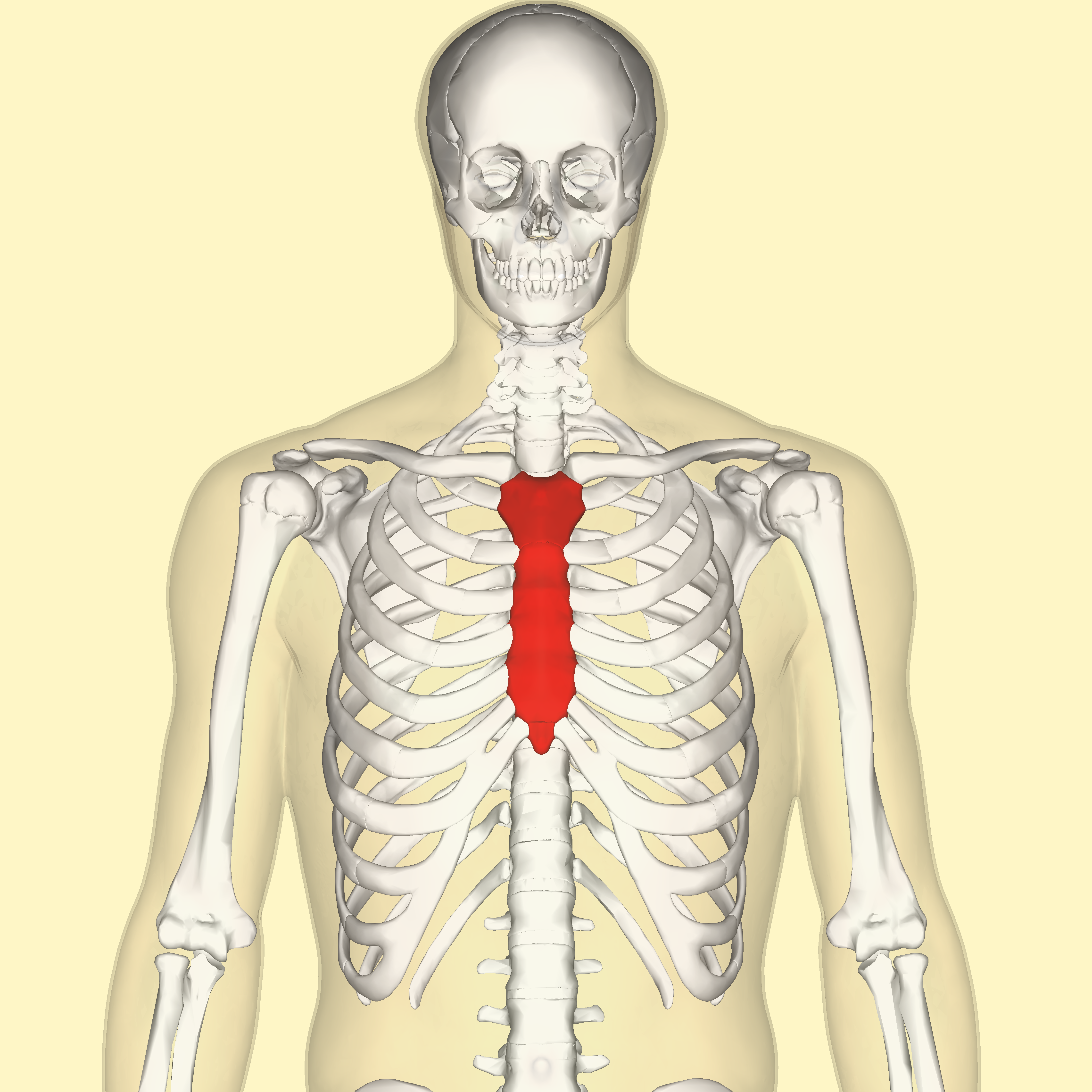
Position du Sternum au niveau de la cage thoracique (en rouge).
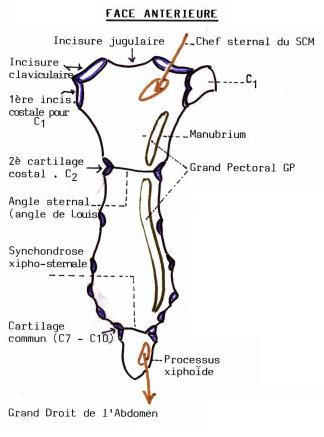
Vue antérieure du sternum.
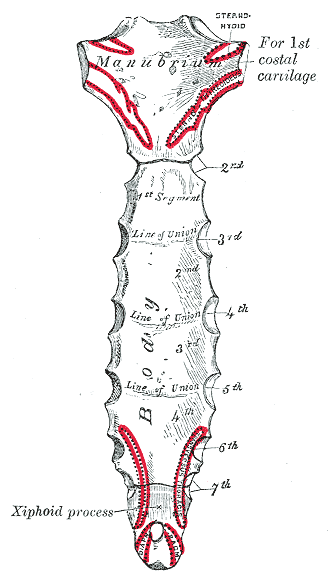
Face postérieure du Sternum.
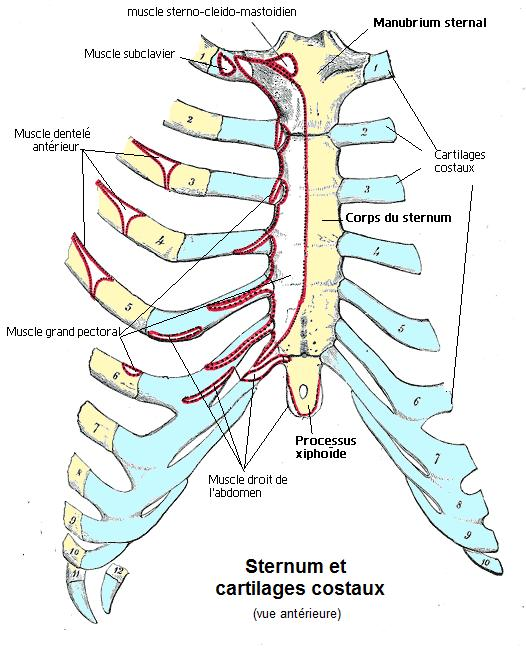
Sternum et cartilages costaux.